# Зелёный Гай (Криворожский район)
Зелёный Гай (укр. Зелений Гай) — село,
Даниловский сельский совет,
Криворожский район,
Днепропетровская область,
Украина.
Код КОАТУУ — 1221882902. Население по переписи 2001 года составляло 476 человек.

## Географическое положение
Село Зелёный Гай находится в 3-х км от Карачуновского водохранилища,
примыкает к посёлку Мусиевка, в 0,5 км расположен посёлок Червоная Поляна.
По селу протекает пересыхающий ручей с запрудой.
Рядом проходят автомобильная дорога Н-11 и
железная дорога, станция Мусиевка.

## История
Еврейская земледельческая колония Труд была включена в черту села Зеленый Гай.

## Объекты социальной сферы
- Школа ✓2 та Школа ✓28